# Powiat de Puławy
Pour les articles homonymes, voir Puławy (homonymie).
Le powiat de Puławy (polonais : powiat puławski) est un powiat (district) de la voïvodie de Lublin, dans le sud-est de la Pologne.
Il est né le 1er janvier 1999, à la suite des réformes polonaises de gouvernement local passées en 1998. 
Le siège administratif du powiat est la ville de Puławy, située à 46 kilomètres (km) au nord-ouest de la capitale régionale Lublin (capitale de la voïvodie). Le powiat possède également deux autres villes : Nałęczów, située à 23 kilomètres au sud-est de Puławy, et Kazimierz Dolny, située à 11 kilomètres au sud de Puławy
Le district couvre une superficie de 933 kilomètres carrés. En 2006, sa population totale est de 116 829 habitants, avec une population pour la ville de Puławy de 49 839 habitants, pour la ville de Nałęczów de 4 243 habitants, pour la ville de Kazimierz Dolny de 3 572 habitants et une population rurale de 59 175 habitants.

## Division administrative
Le powiat de Puławy comprend 11 gminy (communes) (1 urbaine, 2 urbaines-rurales et 8 rurales) :
- 1 commune urbaine : Puławy ;
- 2 communes urbaines-rurales : Kazimierz Dolny et Nałęczów ;
- 8 communes rurales : Baranów, Janowiec, Końskowola, Kurów, Markuszów, Puławy, Wąwolnica et Żyrzyn.

Celles-ci sont inscrites dans le tableau suivant, dans l'ordre décroissant de la population.
| Gmina                                                   | Type         | Supérficie (km²) | Population (2006) | Population (2011) | Chef-lieu       |
| Puławy                                                  | urbain       | 50,5             | 49 839            | 49 793            |                 |
| Gmina Puławy                                            | rural        | 160,8            | 11 172            | 11 703            | Puławy *        |
| Gmina Nałęczów                                          | urbain-rural | 62,9             | 9 502             | 9 328             | Nałęczów        |
| Gmina Końskowola                                        | rural        | 89,6             | 9 050             | 9 048             | Końskowola      |
| Gmina Kurów                                             | rural        | 101,3            | 7 892             | 7 827             | Kurów           |
| Gmina Kazimierz Dolny                                   | urbain-rural | 72,5             | 7 018             | 6 977             | Kazimierz Dolny |
| Gmina Żyrzyn                                            | rural        | 128,7            | 6 588             | 6 584             | Żyrzyn          |
| Gmina Wąwolnica                                         | rural        | 62,2             | 4 936             | 4 863             | Wąwolnica       |
| Gmina Baranów                                           | rural        | 85,0             | 4 228             | 4 118             | Baranów         |
| Gmina Janowiec                                          | rural        | 79,0             | 3 594             | 3 673             | Janowiec        |
| Gmina Markuszów                                         | rural        | 40,4             | 3 010             | 3 070             | Markuszów       |
| TOTAL                                                   |              | 932,9            | 116 829           | 116 984           |                 |
| * Le siège ne fait pas partie du territoire de la gmina |              |                  |                   |                   |                 |

## Démographie
Données du 30 juin 2005 :
| Description | Total   | Total | Femmes | Femmes | Hommes | Hommes |
| ----------- | ------- | ----- | ------ | ------ | ------ | ------ |
| Unité       | Nombre  | %     | Nombre | %      | Nombre | %      |
| Population  | 117 167 | 100   | 60 757 | 51,86  | 56 410 | 48,14  |
| Urbain      | 58 033  | 49,53 | 30 750 | 26,24  | 27 283 | 23,29  |
| Rural       | 59 134  | 50,47 | 30 007 | 25,61  | 29 127 | 24,86  |

## Histoire
De 1975 à 1998, les différentes gminy du powiat actuel appartenaient administrativement aux  anciennes voïvodie de Biała Podlaska et voïvodie de Chełm.